# Читающий мысли
«Чита́ющий мы́сли» (англ. The Listener) — канадский телесериал канала CTV, главную роль в котором играет Крэйг Олейник. Премьера состоялась 3 марта 2009 года на канале Fox, а 3 июня сериал стартовал в Канаде на телеканале CTV. В России сериал начал показываться 6 марта 2009 года на канале Fox Life. Финальная серия сериала вышла 18 августа 2014 года. Всего в эфир вышло пять сезонов, состоящие из 65 эпизодов.

## Сюжет

### Сезон 1 (2009)
Тоби Логану (Крэйг Олейник) 28 лет, он парамедик и умеет читать мысли других людей. Он никогда не знал своего отца и вырос в приёмных семьях. До этого момента он никому не говорил о своём даре, за исключением доктора Рэя Мёрсера (Колм Фиори). Когда Тоби патрулирует Торонто со своим напарником Озом (Эннис Эсмер), он начинает пользоваться своим даром, помогать людям в тяжёлых ситуациях и раскрывать преступления с помощью детектива Чарли Маркс (Лиза Маркос) и своей подруги, доктора Оливии Фосетт (Милен Дин-Робик), с которой то сходится, то расходится. Во время работы Тоби понимает, что его предназначение — помогать другим.

### Сезон 2 (2011)
17 ноября 2009 года «Читающий мысли» был продлён на второй сезон. Прошло полтора года после смерти Чарли, Тоби продолжает работать со своим напарником Озом, но в полицейских расследованиях больше не участвует. После оказания помощи по делу с работой под прикрытием для Объединенного управления расследований (специального подразделения Королевской канадской конной полиции), Тоби открывает свой секрет сержанту Мишель Маккласки (Лоурен Ли Смит). Несмотря на первоначальный скептицизм, она понимает, что способности Тоби могут быть секретным оружием их команды. Тоби вместе с Озом присоединяется к Мишель и другим членам ОУР, чтобы помочь решить некоторые из самых сложных и громких дел, начиная с подозрительных убийств по делу о торговле оружием. Но платой за такой дар является эмоциональный и физический урон, наносимый чтением мыслей некоторых преступников. Именно старая любовь Тоби к доктору Оливии Фосетт помогает ему справиться с проблемами.

### Сезон 3 (2012)
Сериал был продлён на третий сезон 1 июня 2011 года. В третьем сезоне Тоби, сержант Мишель Маккласки и Дев Кларк (Рейнбоу Сан Фрэнкс) вошли в особый отдел Объединённого Управления Расследований (ОУР). Тоби продолжает на пол ставки работать парамедиком. Оз, несмотря на трудности, строит отношения с Сэнди (Тара Спенсер-Нэйрн). Из-за эпидемии в больнице умирает Оливия. Мишель подставляют и пытаются снять с расследований.

### Сезон 4 (2013)
Канал объявил о заказе продления сериала на четвёртый сезон 25 июля 2012 года. ОУР непрерывно работает. Мишель с мужем Адамом (Кристен Холден-Рид) задумываются о ребёнке. Тоби  случайно убивает подозреваемого, рассказывает Тии (Мелани Скорфано) о своём даре. Оз начинает жить с Сэнди.

### Сезон 5 (2014)
7 октября 2013 года CTV продлил телесериал на пятый сезон. Пятый сезон стал для сериала финальным.

## В ролях
| Актёр                 | Персонаж                      | Сезоны          | Сезоны          | Сезоны          | Сезоны          | Сезоны          |  |
| Актёр                 | Персонаж                      | 1               | 2               | 3               | 4               | 5               |  |
| Основной состав       | Основной состав               | Основной состав | Основной состав | Основной состав | Основной состав | Основной состав |  |
| --------------------- | ----------------------------- | --------------- | --------------- | --------------- | --------------- | --------------- |  |
| Крэйг Олейник         | Тоби Логан                    | Постоянно       | Постоянно       | Постоянно       | Постоянно       | Постоянно       |  |
| Эннис Эсмер           | Осман «Оз» Бей                | Постоянно       | Постоянно       | Постоянно       | Постоянно       | Постоянно       |  |
| Милен Дин-Робик       | Доктор Оливия Фосетт          | Постоянно       | Постоянно       | Постоянно       |                 |                 |  |
| Лиза Маркос           | Детектив Чарли Маркс          | Постоянно       |                 |                 |                 |                 |  |
| Лоурен Ли Смит        | Сержант Мишель Маккласки      |                 | Постоянно       | Постоянно       | Постоянно       | Постоянно       |  |
| Рейнбоу Сан Фрэнкс    | Капрал Дев Кларк              |                 | Постоянно       | Постоянно       | Постоянно       | Постоянно       |  |
| Питер Стеббингс       | Элвин Клейн                   |                 | Постоянно       | Постоянно       | Постоянно       |                 |  |
| Энтони Лемке          | Детектив-сержант Брайан Бекер | Период.         |                 |                 |                 | Постоянно       |  |
| Мелани Скрофано       | Тия Тримблей                  |                 |                 | Период.         | Постоянно       | Постоянно       |  |
| Кристен Холден-Рид    | Адам Рейнолдс                 |                 | Период.         |                 | Постоянно       | Постоянно       |  |
| Второстепенный состав |                               |                 |                 |                 |                 |                 |  |
| Арнольд Пиннок        | Джордж Райдер                 | Периодически    | Периодически    | Периодически    |                 |                 |  |
| Колм Фиори            | Доктор Рэй Мёрсер             | Период.         |                 |                 |                 |                 |  |
| Лара Джин Чоростецки  | Майя                          | Период.         |                 |                 |                 |                 |  |
| Тара Спенсер-Нэйрн    | Медсестра Сэнди               |                 | Периодически    | Периодически    | Периодически    |                 |  |
| Рэйчел Скарстен       | Элиза                         |                 | Периодически    | Периодически    |                 |                 |  |
| Ингрид Кавелаарс      | Никола Мартелл                |                 |                 |                 | Периодически    | Периодически    |  |
| Натали Крилл          | Алекс Кендрик                 |                 |                 |                 |                 | Период.         |  |

## Эпизоды
| Сезон | Серии | Серии | Даты показа    | Даты показа      |
| Сезон | Серии | Серии | Первая серия   | Последняя серия  |
| ----- | ----- | ----- | -------------- | ---------------- |
| 1     | 13    | 13    | 3 марта 2009   | 26 мая 2009      |
| 2     | 13    | 13    | 8 февраля 2011 | 31 августа 2011  |
| 3     | 13    | 13    | 30 мая 2012    | 12 сентября 2012 |
| 4     | 13    | 13    | 29 мая 2013    | 28 августа 2013  |
| 5     | 13    | 13    | 26 мая 2014    | 18 августа 2014  |

## Производство
Сериал выпускается компанией Shaftesbury Films в сотрудничестве с CTV и Space и был создан Майклом Амо. Режиссёром пилотного эпизода стал Клемент Вирго. Производство первого сезона началось весной 2008 года, а второго — в сентябре 2010 года и закончилось в феврале 2011 года. Вместе с задержкой второго сезона произошли некоторые перемены. Команда сценаристов была полностью изменена, Майкл Амо и Деннис Хитон были заменены сценаристами Джейсоном Шерманом и Уилом Змаком.

## История создания
Премьера сериала состоялась в арабских странах в северной части Африки и в юго-западной Азии на международном канале Fox 1 марта 2009 года. 3 июня 2009 года состоялась премьера в Канаде на канале CTV и день спустя, 4 марта, в США на телеканале NBC. Некоторое время спустя NBC удалил шоу из программы трансляций из-за низких рейтингов. 17 ноября 2009 года было объявлено о продлении сериала на второй сезон, который будет состоять из 13 серий. После задержки выхода больше одного года премьера второго сезона состоялась 8 февраля 2011 года. Сначала серии выходили по вторникам вечером, а потом шоу было передвинуто сначала на пятницу, а затем на субботу. 1 июня 2011 года было объявлено о продлении шоу на третий сезон.

## Приём критиков
В Италии аудитория не только со временем выросла в среднем на 470%, но по данным исследовательской компании Auditel/AGB, он стал вторым самым популярным шоу Fox.
Канал NBC снял шоу с эфира после низкого рейтинга девятого эпизода 23 июля 2009 года.

## Релиз на DVD
Первый сезон вышел на DVD в регионе один в Великобритании 13 сентября 2010 года. Даты релизов других сезонов не были объявлены.